# Рахманджан
Рахманджан (кирг. Рахманжан) — село в Ноокенском районе Джалал-Абадской области Кыргызстана. Входит в состав Ноокатского айылного аймака.

## География
Село расположено в южной части области, на расстоянии приблизительно 6 километров (по прямой) к западо-юго-западу от села Масы, административного центра района. Абсолютная высота — 605 метров над уровнем моря.

## Население
Согласно оценочным данным Национального статистического комитета Кыргызской Республики, численность населения села на начало 2023 года составляла 3798 человек.
| год     | 2009 | 2014 | 2015 | 2020 | 2021 | 2023 |
| ------- | ---- | ---- | ---- | ---- | ---- | ---- |
| человек | 984  | 2599 | 3252 | 3695 | 3706 | 3798 |